# El 9 Nou
El 9 Nou és un periòdic bisetmanal comarcal editat per l'empresa Premsa d'Osona, SA (Prosa), presidida per Beth Codina (Vic, 1966). Compta amb dues edicions: una per a les comarques d'Osona i el Ripollès i una altra per a la comarca del Vallès Oriental. L'ideari d’El 9 Nou es concreta en la independència, el sentit institucional, el sentit nacional, l'interès social, el progrés i la innovació, la professionalitat i el sentit comarcal. El diari és signant del Codi Deontològic de la Professió Periodística, que es va aprovar el 1992 al II Congrés de Periodistes Catalans, i fundador del Consell de la Informació de Catalunya (CIC). El director editorial d’El 9 Nou és Agustí Danés i té dos directors d'edició, Víctor Palomar, Osona i el Ripollès, i Txus Medina, al Vallès Oriental.
Va aparèixer el 3 de març de l'any 1978 a la ciutat de Vic, pocs anys després de la caiguda de la dictadura franquista. Amb una tirada de 10.884 exemplars i una difusió de 9.359 exemplars, constitueix el diari més important de la comarca d'Osona, i ha estat reconegut i premiat en nombroses ocasions.
Es tracta d'un dels mitjans que forma part de l'empresa periodística Premsa d'Osona S.A. (PROSA), nascuda durant la transició democràtica i que és propietària també de l'edició del Vallès Oriental, del diari digital, de la televisió local El 9 TV i de l'emissora El 9 FM. Essent una important publicació de premsa comarcal, el bisetmanal forma part també de l'Associació Catalana de Premsa Comarcal.

## Història

### Dècada del 1970

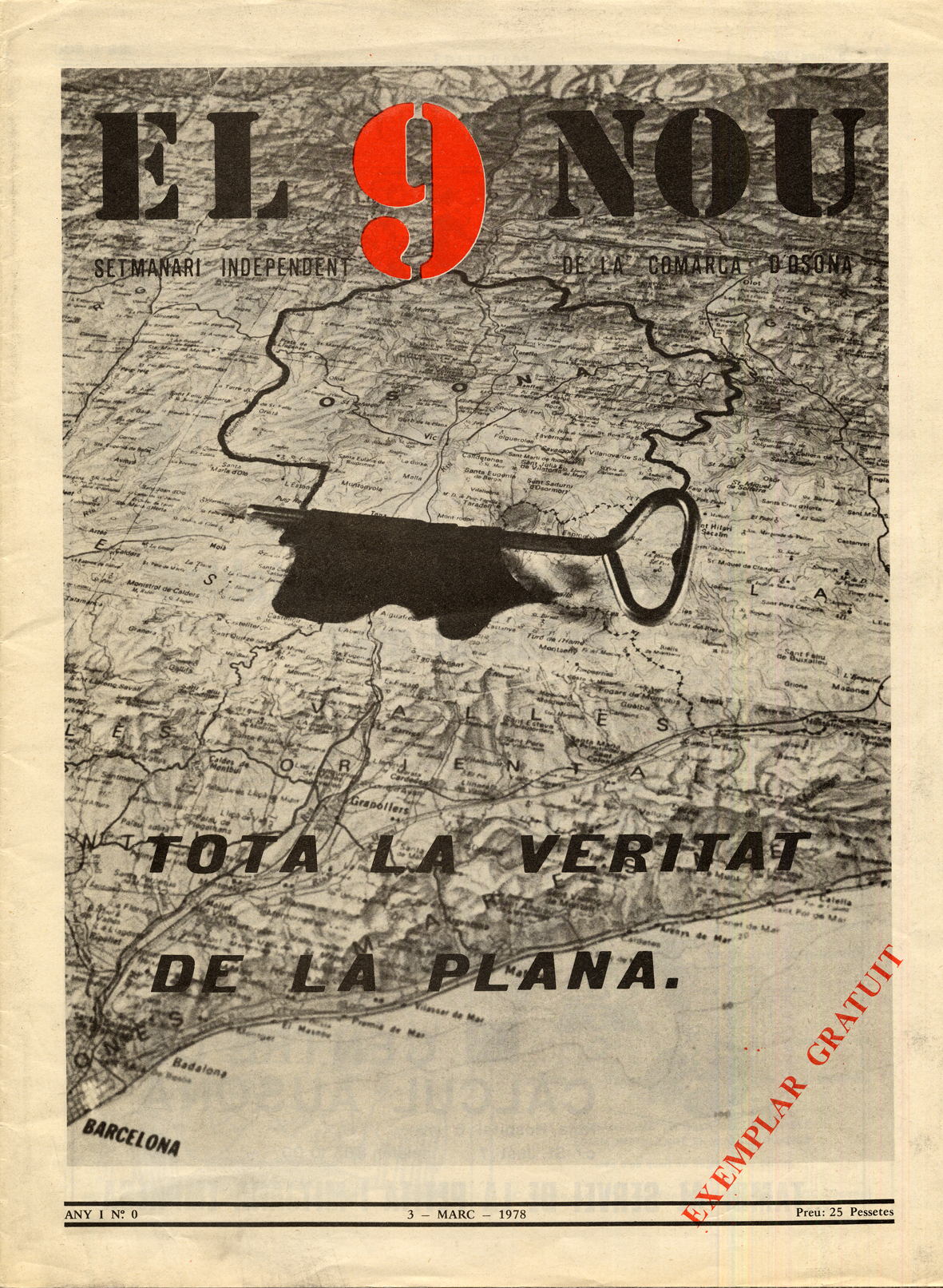
Portada del primer número d'El 9 Nou a Osona, amb data 3 de març de 1978.

Abans de la Guerra Civil Espanyola i el posterior franquisme, la comarca d'Osona gaudia d'un avantatjat sistema de comunicació local, segons el periodista Jaume Guillamet. Amb l'adveniment de la dictadura i el consegüent tancament de mitjans, però, la premsa va quedar exclusivament en mans del règim, amb una única publicació comarcal de tarannà conservador, l'Ausona, ja desapareguda.
L'any 1971, a Vic, es va dur a terme la primera reunió amb l'objectiu d'engegar un projecte per fer un setmanari comarcal, que pogués ser una alternativa al règim i al monopoli de l'Ausona. Després de 5 anys d'intenses negociacions, el 9 de gener del 1976 es va fer la que es considera com la primera reunió formal del futur El 9 NOU. Durant els dos anys següents, es va planejar com havia de ser la nova publicació de la comarca i, també, com seria l'empresa Premsa d'Osona S.A., propietària del mitjà. D'una banda, va començar un procés per buscar el finançament inicial acordat d'1.600.000 pessetes, a partir de la venda de talonaris d'entre 10.000 i 100.000 pessetes, amb accions de 1.000 pessetes cada una. A més, també es va estar buscant un nom que, després de descartar-ne molts, es va quedar en El 9 NOU. Finalment, el dia 5 de gener del 1978 va arribar el permís de publicació i, el 3 de març, es començaven a repartir els exemplars gratuïtament.

### Dècada del 1980
La primera edició setmanal d'El 9 Nou apareix a la ciutat de Vic el 3 de març de 1978. En el seu moment presenta la novetat de ser un periòdic redactat íntegrament en català i competeix amb l'única publicació d'àmbit comarcal existent llavors, la desapareguda Ausona. A falta d'un nom clar i definitiu, els impulsors del nou mitjà anomenaven al periòdic que havia de sortir "el nou". I aquesta denominació va fent forat fins a convertir-se en El 9 Nou.
Els seus inicis van ser trencadors, ja que es tractava d'un periòdic redactat íntegrament en català i que es definia com el primer mitjà comarcal en paper independent i democràtic de Catalunya. En poc temps, la publicació va créixer força i es va impulsar una extensa xarxa de col·laboradors que cobrien la informació local de tots els municipis de la comarca. Abans de convertir-se de setmanari a bisetmanari, El 9 nou va passar de 3.000 exemplars a més de 10.000, doblant els 5.000 que s'havien marcat com a màxim objectiu.
Al cap de tres anys, estén el seu àmbit de difusió a la comarca veïna del Ripollès i treu al carrer una segona edició els dilluns que, entre altres informacions, recull els successos esportius del cap de setmana. Un dels elements que contribueix al seu èxit en aquesta primera etapa és la creació d'una extensa xarxa de col·laboradors que cobrien la informació local de tots els municipis de la comarca.

### Dècada del 1990[calcitació]
A partir dels anys noranta, El 9 Nou s'expandeix i crea tres edicions noves: una per a la comarca del Vallès Oriental (el 8 de setembre de 1989), una per a Sabadell (el 9 de setembre de 1994) i una altra per a Terrassa, a partir de la reconversió del setmanari L'Actualitat de Terrassa. Les dues últimes es van fusionar en una sola edició, la del Vallès Occidental, que es va anar reconvertint, passant per la capçalera El 9 Punt, fins a El Punt del Vallès Occidental el 2003.
El 9 Nou ha comptat amb la col·laboració d'escriptors com Miquel Martí i Pol, Antoni Pladevall, Ricard Torrents, Wifredo Espina, Carles Capdevila o la dibuixant Pilarín Bayés a l'edició d'Osona i el Ripollès; Núria Albó o Assumpta Margenat a l'edició del Vallès Oriental; i Anna Murià, Salvador Cardús o Antoni Dalmases a l'edició del Vallès Occidental.

### Dècada del 2000[calcitació]

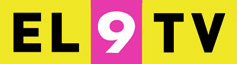
Logotip de la televisió d'El 9 Nou

El 17 setembre de 2004, el president de la Generalitat Pasqual Maragall inaugura els estudis d'El 9 TV i les emissions regulars d'aquest canal de televisió amb cobertura comarcal. Es tracta d'una de les tres televisions locals d'Osona que emeten en TDT; és propietat de Mitjans Audiovisuals d'Osona, SL, participada en el 100 % per l'editora del periòdic, Prosa; i està adherida a La Xarxa. La seva programació és fonamentalment informativa i amb un marcat accent pel servei públic amb la retransmissió habitual d'esdeveniments esportius, culturals i socials. L'1 de febrer de 2010, es va estrenar El 9 FM al 92.8 de la freqüència modulada, emissora de ràdio que basa la seva programació en música i notícies locals.
És la capçalera líder de la comarca i a principis del segle XXI va apostar també per un model online. D'una banda el diari usa el web el9nou.cat com a plataforma per adaptar les notícies en un format digital i difondre la informació via Internet, afegint fotografies i vídeos. D'altra banda, el mitjà disposa també de Facebook i de Twitter (@el9nou), des d'on segueixen més de 15.850 persones i tenen uns 30.300 seguidors que li permeten abastar informació interessant de ciutadans o polítics i acostar-la a altres individus.

## Aspectes tècnics[calcitació]
La publicació és bisetmanal i de matins. El fet d'optar per fugir de la publicació diària es deu a una qüestió pràctica: els lectors hi han respost sempre positivament i, segons el mateix mitjà, no hi ha hagut la necessitat d'augmentar-ne la periodicitat. Malgrat que el dilema s'ha plantejat en nombroses ocasions per part de l'equip directiu, sempre s'ha acabat optant per mantenir la bisetmanalitat de la publicació.
El format del diari és de mida estàndard (421 x 297 mm), adaptant-se a la tendència moderna de les publicacions actuals. El nombre de pàgines varia en funció de l'edició, de manera que el dilluns consta de 52 pàgines, mentre que el divendres en té 80, seguint un criteri d'audiència i de volum de contingut informatiu. Pel que fa a les columnes, aquestes són de 4,3 cm, amb el medianil de 0,6 cm. En conjunt el diari està organitzat en cinc columnes, majoritàriament, tot i que en la secció d'opinió les columnes són més amples i només n'hi caben tres. També cal destacar que les notícies més significatives i a les quals es dona major importància, tenen una entradeta a tres columnes.
Pel que fa al disseny, cal dir que l'any 2004 El 9 nou va redissenyar el seu estil amb una idea innovadora d'Enric Satué, consistent bàsicament en utilitzar una tipografia diferent de la que es feia servir fins llavors i més variada, i disposar la informació en bandera. El mes de març de 2018, coincidint amb el 40è aniversari del diari, Enric Satué incorpora novetats en el disseny utilitzant el color per diferenciar les diferents seccions del diari. A més, cal destacar que el mitjà ha tingut un llibre d'estil propi, el Manual de redacció i estil, des de l'any 1991, el qual ha estat reeditat i reimprès en diverses ocasions.

### Impressió i distribució[calcitació]
Pel que fa al sistema de preimpressió, la tècnica usada és la contramaqueta, és a dir, maquetar inicialment cada pàgina establint en primer lloc la distribució de la publicitat i de les fotografies. El model és proporcionat al periodista, que té més facilitats per organitzar-se l'espai.
Quant a la tècnica d'impressió, se segueix el següent procés: correcció, ensemblatge de la maqueta a la secció de tancament, on s'uneix publicitat, fotografia i textos; i enviament a la rotativa de les pàgines preparades per a la impressió, a través d'Internet. La impressió es fa ajuntant les pàgines de quatre en quatre, segons la manera com anirà plegat el diari (per exemple, la portada i la contraportada van juntes). Finalment, els diaris s'agrupen en paquets que són enviats a les llibreries.
La distribució de l'edició d'Osona i el Ripollès és pròpia, es fa per part de la mateixa empresa d'El 9 NOU, també en el cas dels subscriptors, d'una gran transcendència en aquesta publicació, ja que en té 7.400 en total, i se'ls reparteix el diari a domicili.

## Llibre d'estil
El 9 Nou té un llibre d'estil propi des del 1991, El 9 Nou: manual de redacció i estil, obra d'Eusebi Coromina. Reeditat i reimprès en diverses ocasions, el 2008 se'n fa una nova edició amb criteris consolidats en la varietat estàndard de la llengua catalana i amb la incorporació de l'estàndard oral per als mitjans de comunicació audiovisuals que formen part del grup editor d’El 9 Nou.

## El 9 Magazín
Des del gener de 2018 el 9 Nou ha afegit un nou suplement de cap de setmana al seu periòdic: El 9 Magazín, que ofereix reportatges, notícies i oferta cultural. Aquest suplement inclou continguts que ja apareixen habitualment en les edicions en paper del periòdic a part de noves seccions. Alguns d’aquests apartats són reportatges divulgatius del territori o una cartellera cinematogràfica que es complementa amb les propostes culturals que s'ofereixen en cadascuna de les respectives comarques en les que es pot trobar el periòdic.
La revista no es troba només en format paper, sinó que també té la seva pròpia pàgina web des d'on es poden consultar els diversos continguts.  Arxivat 2020-04-02 a Wayback Machine.

## Televisió i Ràdio
A part de ser un periòdic, El 9 nou ja s'ha convertit en un mitjà de comunicació; consta també de la seva pròpia emisora de ràdio El 9 FM i el seu propi canal televisiu, EL 9 TV. El canal de televisió consta de tot un seguit de programes de producció pròpia, que tracten temes com cultura, esport o actualitat.
EL 9 TV va començar les seves emissions el dilluns 20 de setembre del 2004, tres dies abans, el 20 de setembre, l'aleshores president de la Generalitat Pasqual Maragall, va inaugurar el canal. El president va ser acompanyat l'acalde de Vic Jacint Codina, el president de la Premsa d'Osona, Miquel Codina, i el director general d'El 9 nou i d'EL 9 TV, Jordi Molet.
La televisió disposava des del principi fins l’actualitat, de dos platós on es podien realitzar diferents formats: informatius, debats, magazines, entrevistes, entre d'altres. El número 2, aprofitant l’auditori Narcís Verdaguer i Callís, però amb una ampliació de l'escenari per permetre incloure escenografia pels programes, càmeres i més equip tècnic. Pel fons del plató es va conservar la paret de pedra de l'edifici antic i es va complementar amb alguns elements més per donar-li modernitat,dissenyat per Gabriel Paré i Maria de la Càmara.
La seu d’EL 9 TV es troba al número 4 del carrer Santa Maria de Vic. L'entrada a les instal·lacions es compartida amb la seu d’EL 9 NOU a la plaça de la catedral de Vic. La inversió de les obres de la compra del nou edifici on es varen construir els nous espais que donarien servei a la televisió i la compra dels materials tècnics, van suposar gairebé un milió d’euros a la corporació Premsa d’Osona S.A.
L'emissora de televisió es va equipar amb la més moderna equipació per l’època (2004). Amb una innovadora redacció digital de producció d’informatius, avalada per l'empresa Sony i després d’un treball d’investigació de la catalana NRD, el sistema va representar una solució completa i fiable per la producció de notícies, programes i esports. Des d’aquell sistema, els periodistes abocaven les imatges gravades en suport digital en un server, a partir d’aquell moment i des de qualsevol altre ordinador connectat a la xarxa, tothom que hi tingués accés, podria accedir a les imatges. El mateix periodista i des de la mateixa estació de treballa si ho desitjava, podia editar, afegir locució a la notícia, retolar i fins i tot redactar la notícia per al prompter amb facilitat i sense necessitat de cap altre equip addicional. A més, la xarxa compartida, es va disposar d’un sistema de play-out o de bolcatge de notícies  i programes, un sistema de descàrrega a Internet, i sistemes de retolació i sortida a prompter. Seguit les tendències de les grans productores i cadenes de televisió d’aleshores, EL 9 TV va equipar els platós amb un sistema de càmeres robotitzades que permetien un ajust més precís de la imatge al mateix temps que permetia l'estalvi de recursos. De forma remota des de l'estudi de realització, es podia controlar panoràmiques, enfocaments i zooms de les càmeres situades a plató.
Les primeres cares que es van fer populars per l’audiència osonenca van ser Laura Serra, veïna de Sant Hipòlit de Voltregà, que va ser la primera presentadora de “El 9 Informatiu”, que s'emetia cada dia a les nou del vespre. Serra va començar la seva etapa presentant el telenotícies a l'edat de 23 anys, es llicenciada en periodisme per la Universitat Autònoma de Barcelona. Jordi Molet, periodista i director general d’El 9 nou i d’EL 9 TV, dirigia i presentava Set dies, un magazín d’actualitat els divendres al vespre. La periodista Marta Simón, va presentar Temps afegit i l’informatiu d’esports dels dilluns. Josep Comajoan, també periodista i editor d’El 9 informatiu, presentava els dimarts al vespre En profunditat. Víctor Palomar i Mariona Casas, ambdós també periodistes, presentaven Reporters i Babilònia respectivament. Agustí Danés, era el moderador del programa De bat a bat els dilluns. Altes presentadors van ser Dolors Altarriba i Jordi Vilarrodà.
L'emissora de ràdio es va obrir més tard que el canal televisiu, va ser a partir de l'any 2010 que va néixer EL 9 FM al 92,8 de la freqüència modulada.